# Hilmar Ospelt
Hilmar Ospelt (* 6. Mai 1929 in Vaduz; † 22. Februar 2020 ebenda) war ein liechtensteinischer Politiker (FBP). Er war von 1980 bis 1986 stellvertretender Regierungschef Liechtensteins.

## Biografie

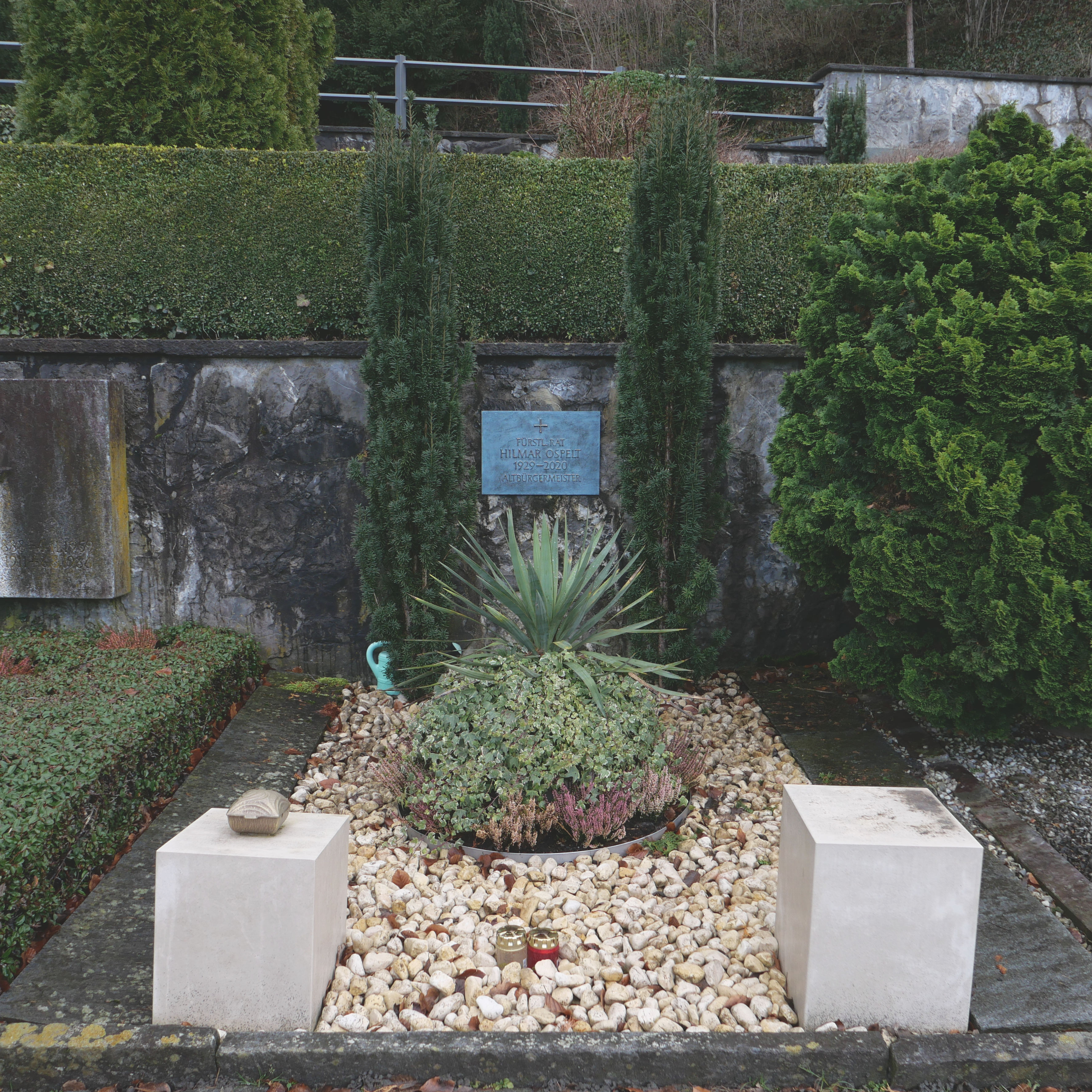
Ospelts Grab auf dem Friedhof von Vaduz

Hilmar Ospelt wurde im Mai 1929 als ältestes Kind des Landesgeometers Hermann Ospelt (1900–1979) und dessen Frau Ida (geborene Amann) geboren und wuchs mit fünf Geschwistern auf. Zu seinen fünf Geschwistern gehörte unter anderem der spätere Landtagsabgeordnete Werner Ospelt. Er besuchte das Collegium Marianum in Vaduz und maturierte dort 1949. Von 1949 bis 1952 studierte Ospelt Botanik, Physik und Chemie an der Universität Basel, wo er Mitglied der Studentenverbindung AKV Rauracia im Schweizerischen Studentenverein wurde. Danach absolvierte er bis 1954 das Sekundarlehramt in St. Gallen. Ab 1955 war er 17 Jahre lang als Lehrer an der Realschule Vaduz tätig.
Ospelt gehörte seit 1963 dem Gemeinderat von Vaduz an. Von 1969 bis 1972 war er Vizebürgermeister der Gemeinde. 1972 folgte die Wahl zum Bürgermeister, womit er Meinrad Ospelt ablöste. Des Weiteren war er ab 1974 Abgeordneter im Landtag des Fürstentums Liechtenstein. Im Juli 1980 legte er beide Mandate nieder, um Regierungschef-Stellvertreter in der Regierung von Hans Brunhart zu werden. Josef Frommelt rückte für ihn in den Landtag nach. Neuer Bürgermeister wurde Arthur Konrad. Ospelt selbst war von 1980 bis 1986 Regierungschef-Stellvertreter. In dieser Funktion war er für die Ressorts Sport, Wirtschaft, Verkehr und Justiz zuständig.
1987 wurde Ospelt von Fürst Franz Josef II. zum Fürstlichen Rat ernannt.